# 美国驻奥地利大使馆
美国驻奥地利大使馆位于维也纳阿尔瑟格伦德区波兹曼巷（Boltzmanngasse）16号。
1838年，美国与奥地利帝国建交。这座建筑兴建于1902年到1904年，建筑师为鲍曼，为维也纳帝国和皇家东方学院。第二次世界大战结束时，美军占领这座建筑，1947年美国政府又出资买下。1951年一战以后美国首任驻奥大使沃尔特·唐纳利入驻。